# Калефельд
Калефельд (нім. Kalefeld) — сільська громада в Німеччині, розташована в землі Нижня Саксонія. Входить до складу району Нортгайм.
Площа — 84,16 км2. Населення становить 6127 ос. (станом на 31 грудня 2021).